# Ermitage Saint-Benoît-et-Sainte-Lucie d'Alcalà de Xivert

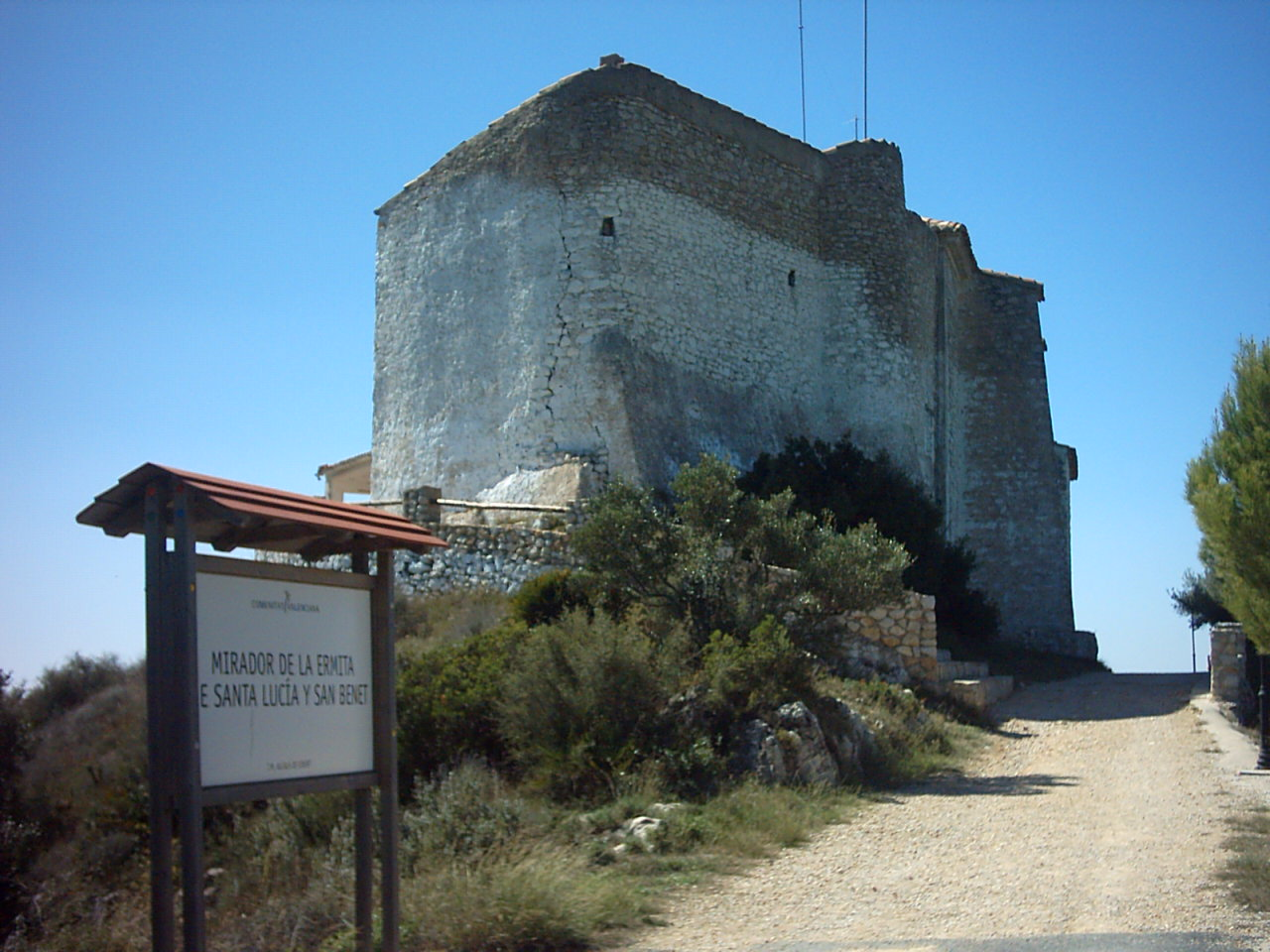
Castellet et ermitage.

L’ermitage Saint-Benoît-et-Sainte-Lucie (catalan : ermita de Sant Benet i Santa Llúcia ; espagnol : ermita de San Benito y Santa Lucía) est situé à Alcalà de Xivert. Il se trouve dans la partie la plus méridionale de la Serra d'Irta, à 315 mètres au-dessus du niveau de la mer, à côté d'autres bâtiments et des vestiges d'une tour de guet du XVIe siècle. En face des bâtiments se trouve une petite place avec un puits au milieu, d'où on peut profiter de vues spectaculaires: les Îles Columbretes, l'ensemble de la plaine côtière jusqu'à Oropesa, le Prat de Cabanes-Torreblanca inclus et, à l'intérieur la cime du Penyagolosa.

## Historique
Profitant du site privilégié, la chapelle s'adosse à une tour de guet. Les archives de la fin du XVIIe siècle indiquent que les travaux ont commencée environ en 1686 et ont été terminés en 1690. C'est un exemple typique du baroque valencien du XVIIe siècle.
Ce bâtiment, pour sa partie militaire, est classé comme Bé d'Interés Cultural, selon la Loi sur le patrimoine culturel valencien.
On a restauré le toit et la voûte en 1995 et 1996 à la suite des dommages causés par la foudre.

## Architecture

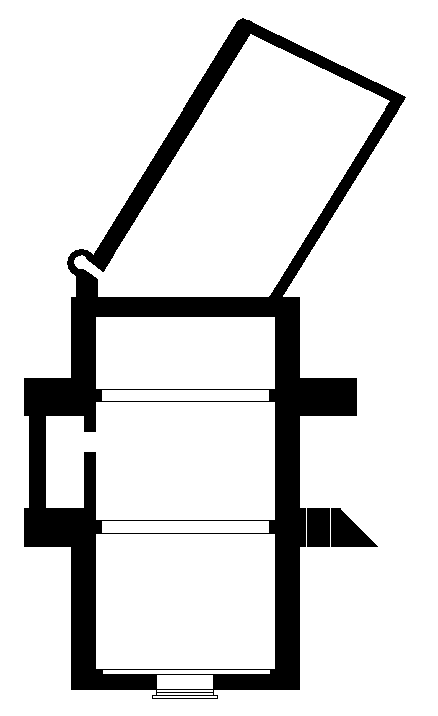
Plan de la chapelle.

La chapelle mesure 16,80 m de long. La construction est faite de pierre et de mortier de chaux. On a utilisé la pierre de taille pour les angles et le portail. Elle est recouverte d'une voûte et d'un double-toit en pente.
La façade est centrée sur un portail de deux corps. La partie inférieure est précédée par trois marches. La porte est encadrée par deux pilastres doriques sur un podium et portant une frise. Le centre de la partie supérieure est une niche, maintenant vide, encadrée de la même manière que la partie inférieure du portail et surmontée d'un bouclier ovale.
L'intérieur est un espace rectangulaire simple. Il y a une petite sacristie et une chaire en relief sur la gauche. L'autel de la chapelle, de conception actuelle, est surmonté par deux peintures de Benoît II et de Lucie de Syracuse, et au centre, par une niche avec un crucifix.